# Кінематограф Боснії і Герцеговини
Кінематограф Боснії і Герцеговини — кіномистецтво і кіноіндустрія Боснії і Герцеговини.
Так як Боснія і Герцеговина до 1992 року була частиною Югославії, всі створені в регіоні фільми були зараховані як вироблені в цій країні. Відомі сценаристи, кінорежисери і кінематографісти з Боснії та Герцеговини: Златко Топчіч, Хайрудін Крвавац, Ахмед Імамовіч, Івіца Матіч, Адемір Кеновіч, Бенджамін Філіпович, Жасмвн Діздар, Діно Мустафіч, Срджан Вулетіч, Аїда Бегич і багато інших.

## Історія
Кіно в Боснії і Герцеговині в складі Югославії бере початок в 1920-х роках, коли почалося виробництво німого кіно. Боснія і Герцеговина — батьківщина найважливіших кінофестивалів на Балканах і найбільших в південно-східній Європі, наприклад Сараєвський кінофестиваль, проведений в 1995 році під час облоги Сараєва. На фестивалі були присутні такі люди, як Стів Бушемі, Катрін Картлідж, Боно, Нік Нолті, Майкл Мур, Олександр Пейн і інші. Ще один відомий кінофестиваль — кінофестиваль Боснії і Герцеговини, проведений в 2003 році в Трайбека, Нью-Йорк.
Одні з найвідоміших боснійських режисерів — Данис Танович, Ясміла Жбанич і Діно Мустафіч, які є режисерами фільмів Нічия земля, Грбавіца і Ремейк відповідно.

## Список фільмів
Це лише неповний список, існує безліч інших фільмів, вироблених боснійськими режисерами.

### 1990-і
| Назва                                | Режисер                                    | Відомі актори                       | Жанр                                    | Рік  | Примітки                                                                                      |
| ------------------------------------ | ------------------------------------------ | ----------------------------------- | --------------------------------------- | ---- | --------------------------------------------------------------------------------------------- |
| Свято в Сараєво                      | Адемір Кеновіч                             |                                     | Комедія-драма                           | 1991 |                                                                                               |
| Босна!                               | Ален Феррарі, Бернард-Анрі Леві            |                                     | Документальний фільм                    | 1994 |                                                                                               |
| Мізальдо, кінець театру!             | Семездін Мехмедінович, Бенджамін Філипович | Бернард-Анрі Леві, Ісмет Байрамович | Псевдодокументальний фільм              | 1994 |                                                                                               |
| Незграбний вік                       | Ненад Діздаревич                           | Драшко Трніни, Ігор Білан           | Комедія-драма                           | 1994 |                                                                                               |
| МГМ Сараєво: Людина, Бог, Чудовисько | Ісмет Арнауталич, Мирсад Ідрізович         |                                     | Документальний фільм                    | 1994 |                                                                                               |
| Чудо в Боснії                        | Діно Мустафич                              |                                     | Документальний фільм / Військовий фільм | 1995 | Потрапив на Каннський кінофестиваль, Венеціанський кінофестиваль та Берлінський кінофестиваль |
| Четверта частина мозку               | Ненад Діздаревич                           |                                     | Документальний фільм                    | 1995 |                                                                                               |
| Рік після Дейтона                    | Ніколаус Гейрхальтер                       |                                     | Документальний фільм                    | 1997 |                                                                                               |
| Несподівана прогулянка               | Франсуа Башич                              | Сенад Башич                         | Драма                                   | 1997 |                                                                                               |
| Ідеальне коло                        | Адемір Кенович                             | Мустафа Надаревич                   | Драма                                   | 1997 |                                                                                               |
| Життя в колі                         | Горан Дуякович                             |                                     | Документальний фільм                    | 1997 |                                                                                               |

### 2000-і
| Назва                 | Режисер         | Відомі актори | Жанр | Рік  | Примітки                     |
| --------------------- | --------------- | ------------- | ---- | ---- | ---------------------------- |
| Люди з полігону       |                 |               |      | 2000 |                              |
| Чумацький шлях        | Фарук Соколович |               |      | 2000 |                              |
| Моє мертве місто      |                 |               |      | 2000 |                              |
| Тунель                |                 |               |      | 2000 |                              |
| Нічия земля           | Данис Танович   |               |      | 2001 | Каннський кінофестиваль 2001 |
| Його Високість Колесо |                 |               |      | 2001 |                              |

І багато інших…